# Collection Verbund
La collection Verbund est une collection d'entreprise créée en 2004 par la compagnie d'électricité autrichienne Verbund. La collection est centrée sur l'art international contemporain des années 1970 avec un focus sur l'avant-garde féministe. Son siège est à Vienne.

## Description
Dans les années 1970, de nombreuses artistes remettent en question les codes établis de la société notamment les rôles sexués et les codes de l'art. Elles interrogent les rôles de mère, de femme au foyer, d’épouse sur un mode ironique. Elles rejettent les représentations traditionnelles et normatives assignées aux femmes. Elles montrent à travers des formes d'expressions nouvelles, l'oppression des femmes. Elles utilisent leur corps comme médium. Elle s'emparent de la photographie, de la vidéo, de la performance.
Les productions des artistes femmes des années 1970 sont peu documentées. La collection Verbund entreprend un travail scientifique de recherche sur cette période. Elle permet de redécouvrir des artistes oubliées. En 2012, elle publie le catalogue raisonné des premières œuvres de Cindy Sherman.
La politique d'acquisition de la fondation est de se concentrer sur les artistes de l'avant-garde féministe et la perception des espaces et des lieux. Les œuvres sont sélectionnées par un conseil d'administration composé de Gabriele Schor, directrice de la collection Verbund , de Jessica Morgan directrice de la Dia Art Foundation et de Camille Morineau commissaire d'exposition française. Le principe de la collection est de privilégier « la profondeur plutôt que la largeur ». La collection Verbund acquiert plusieurs œuvres d'une même artiste et ne cherche pas à couvrir toute la production artistique. En 2016, la collection Verbund possède plus de 50 œuvres de chacune des trois artistes principales : Birgit Jürgenssen, Cindy Sherman et Francesca Woodman, 30 œuvres de Renate Bertlmann.
La première exposition thématique sur l'avant-garde féministe a lieu à Rome en 2010. Elle présente 200 œuvres de 25 artistes. Depuis, cette exposition parcourt l'Europe. Elle est présentée en France en 2022, à Arles.
En 2021, la collection Verbund rassemble 840 œuvres de 82 artistes. Elle a publié 13 monographies. Elle a programmé 159 expositions à travers le monde.
La collection Verbund présente une sélection d’œuvres dans la galerie verticale qui s'étend sur huit étages au siège de la Verbund, sur la place Am Hof à Vienne. En 2008, Olafur Eliasson installe Yellow Fog sur la façade du bâtiment longue de 40m. Il s'agit d'un brouillard jaune changeant qui s'élève chaque jour au crépuscule. Held together with water de Lawrence Weiner est installée dans le foyer de la Verbund.

## Artistes de l'avant-garde féministe
Les artistes suivantes font partie de l'avant-garde féministe :
Helena Almeida, Emma Amos, Sonia Andrade, Eleanor Antin, Anneke Barger, Lynda Benglis, Judith Bernstein, Renate Bertlmann, Tomaso Binga, Dara Birnbaum, Teresa Burga, Marcella Campagnano, Elizabeth Catlett, Judy Chicago, Linda Christanell, Veronika Dreier, Orshi Drozdik, Lili Dujourie, Mary Beth Edelson, Renate Eisenegger, Rose English, VALIE EXPORT, Gerda Fassel, Esther Ferrer, Eulàlia Grau, Marisa González, Barbara Hammer, Margaret Harrison, Lynn Hershman Leeson, Alexis Hunter, Mako Idemitsu, Sanja Iveković, Anne Marie Jehle, Birgit Jürgenssen, Kirsten Justesen, Ana Kutera, Auguste Kronheim, Ketty La Rocca, Leslie Labowitz, Suzanne Lacy, Katalin Ladik, Suzy Lake, Brigitte Lang, Natalia LL, Lea Lublin, Karin Mack, Dindga McCannon, Ana Mendieta, Annette Messager, Anita Münz, Rita Myers, Senga Nengudi, Lorraine O’Grady, ORLAN, Florentina Pakosta, Gina Pane, Letícia Parente, Ewa Partum, Friederike Pezold, Margot Pilz, Howardena Pindell, Ingeborg G. Pluhar, Lotte Profohs, Angels Ribé, Faith Ringgold, Ulrike Rosenbach, Martha Rosler, Brigitte Aloise Roth, Suzanne Santoro, Carolee Schneemann, Lydia Schouten, Elaine Shemilt, Cindy Sherman, Penny Slinger, Annegret Soltau, Anita Steckel, Gabriele Stötzer, Betty Tompkins, Regina Vater, Marianne Wex, Hannah Wilke, Martha Wilson, Francesca Woodman, Nil Yalter, Jana Želibská

## Artistes de la série Perception des espaces et des lieux
En 2016, cette sous-collection comporte 200 œuvres de 27 artistes.
Vito Acconci, Francis Alÿs, Uta Barth, Bernd et Hilla Becher, Johanna Billing, Barbara Bloom, Ulla von Brandenburg, Tom Burr, Janet Cardiff et George Bures Miller, Georgia Creimer, Olafur Eliasson, Ceal Floyer, Simryn Gill, Teresa Hubbard et Alexander Birchler, Joachim Koester, Moussa Kone, Louise Lawler, Gordon Matta-Clark, Ursula Mayer, Anthony McCall, Ernesto Neto, Loan Nguyen, Ingo Nussbaumer, Gabriel Orozco, Erkan Özgen, Sener Özmen et Cengiz Tekin, Elodie Pong, Wilfredo Prieto, Edward Ruscha, Mario Sala, Fred Sandback, Melanie Schiff, Chiharu Shiota, Simon Starling, Annika Ström, Sergio de la Torre, Joëlle Tuerlinckx, Jeff Wall, Lawrence Weiner, James Welling, Christopher Williams, David Wojnarowicz

## Publications (sélection)
- Birgit Jürgenssen, dirigé par Gabriele Schor et Abigail Solomon-Godeau, Hatje Cantz, 2009
- Cindy Sherman. Les premiers travaux 1975-1977. Catalogue Raisonné , dirigé par Gabriele Schor, Hatje Cantz, 2012
- Francesca Woodman. Œuvres de la COLLECTION VERBUND , dirigé par Gabriele Schor, Elisabeth Bronfen, Verlag der Buchhandlung Walther König, 2014
- Avant-garde féministe. Arts des années 1970. VERBUND COLLECTION, Vienne , dirdigé par Gabriele Schor, Prestel, 2016
- Renate Bertmann. Travaux 1969-2016. Un programme politique subversif , dirigé par Gabriele Schor, Jessica Morgan, Prestel, 2016
- Louise Lawer. Œuvres de Louise Lawler acquises par la Collection SAMMLUNG VERBUND, Vienne & Autres, éd. par Gabriele Schor, Verlag der Buchhandlung Walter König, 2018